# SŽD-Baureihe Су
Die SŽD-Baureihe Су (deutsche Transkription Su) war eine Dampflokomotive der Sowjetischen Eisenbahnen (SŽD) in russischer Breitspur der Achsfolge 1’C1’, ausgeliefert über den Zeitraum von 1924 bis 1951 in 2683 Exemplaren. Sie wurde auf Basis der Russischen Baureihe С gebaut und war die erste Dampflok, die in der UdSSR projektiert wurde. Als meistgebaute und bewährte Personenzugdampflokomotive der SŽD vor dem Zweiten Weltkrieg wurde sie bevorzugt im leichten Schnellzugdienst landesweit auf nichtelektrifizierten Strecken eingesetzt.
Ungeachtet ihrer ähnlichen Bezeichnung besaß sie viele Konstruktionsunterschiede zum Prototyp, so dass sie als eine neue Konstruktion bezeichnet wurde. Sie war im Unterschied zum Prototyp für das Führen von schweren Personenzügen mit mäßigen Geschwindigkeiten geeignet. Sie war eine der schwersten Personenzug-Dampflokomotiven der UdSSR und wurde auf der überwiegenden Mehrheit der Strecken des Landes bis zum Ende der 1960er Jahre betrieben. Von der Leistungscharakteristik her galt sie als eine der am besten gelungenen Dampfloks der SŽD. Sie trug den Spitznamen Suschka nach ihrem Chefkonstrukteur K. N. Suschkin oder sowjetische Prärie.

## Vorgeschichte

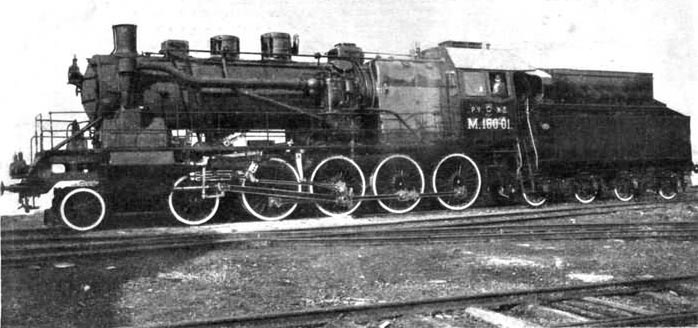
Lokomotivreihe M

Gegen Ende des Ersten Weltkrieges hatte die russische Dampflokindustrie ihre Produktion vollständig auf Güterzuglokomotiven umgestellt. Das führte dazu, dass der Güterzuglokomotivenpark fast vollständig erneuert war (besonders durch die Produktion der Reihe Э), während Personenzuglokomotiven veraltet waren. Dieser Lokpark bestand hauptsächlich aus Lokomotiven der Reihe С und war optimiert für die Arbeit vor leichten Schnellzügen.
Nach der Oktoberrevolution war ein Anstieg der Transportleistungen zu erwarten. Diese sollten durch eine Vergrößerung des Zuggewichtes realisiert werden. Dieser Umstand führte zu einem Bedarf von leistungsstärkeren Lokomotiven. 1924 ging ein Auftrag von der Regierung an die Lokomotivindustrie zur Produktion von Personenzugdampflokomotiven. Da die Konstruktion der geplanten Reihe M in der Lokwerkstatt Leningrad noch nicht vollendet war, wurde kurzfristig die Produktion der Reihe Су eingeleitet. Von der Gestalt her wurde die schon vorhandene Lokomotive der Reihe CB als Vorbild gewählt. Bei der Projektierung wurden wesentliche Änderungen durchgeführt, woraus die stärkste Personenzuglokkonstruktion der SŽD entstand.

## Technische Beschreibung

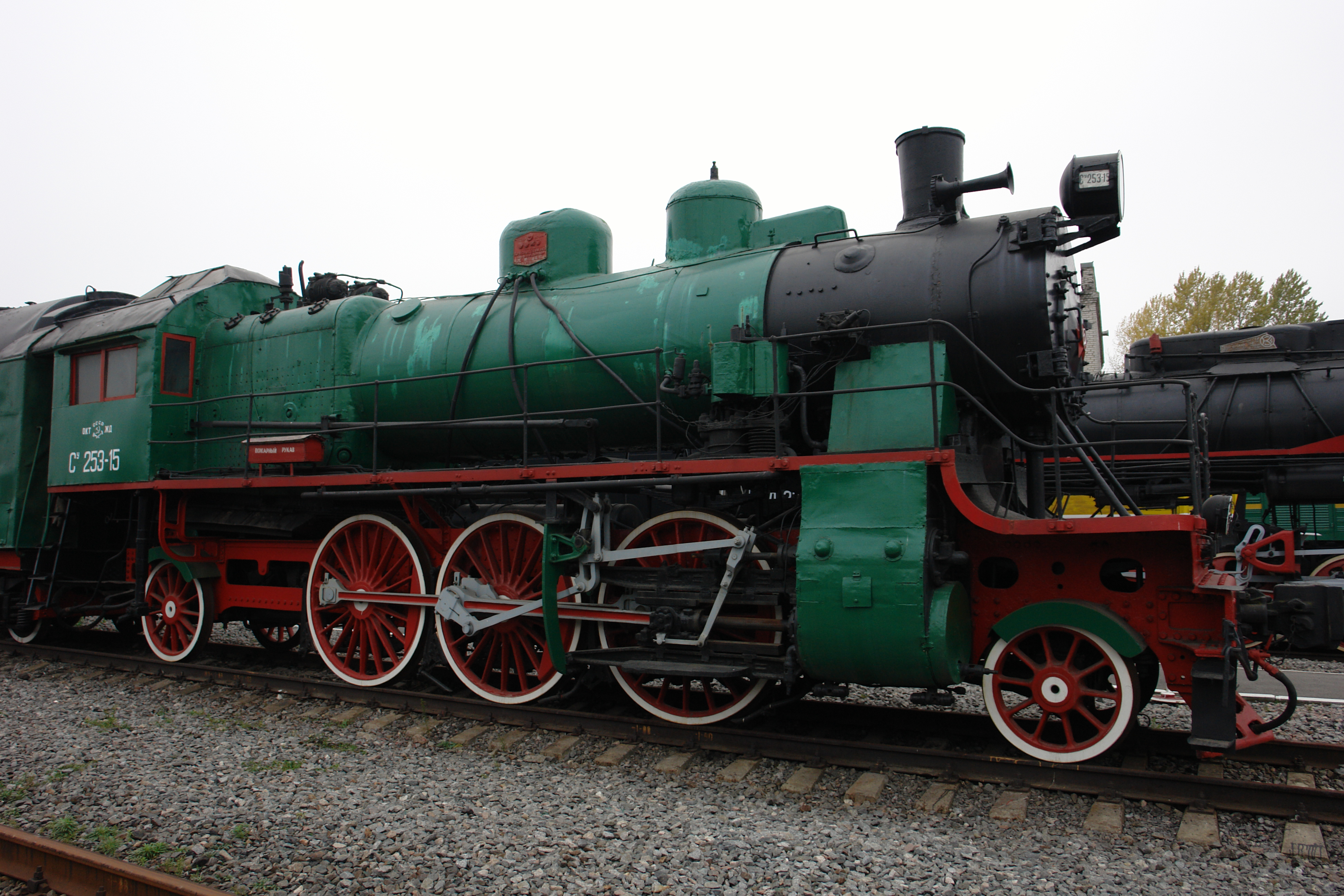
С^{у} 253-15

Die Lokomotive gilt als Weiterentwicklung der Reihe CB. Im Vergleich zu dieser wurde die Rostfläche der Feuerbüchse von 3,8 m² auf 4,73 m² und die Länge der Rauchkammer um 0,5 m vergrößert sowie die Anzahl der Heizrohre von 24 auf 32 Stück erhöht bei gleichzeitiger Verminderung der Rauchrohrzahl von 170 auf 135 Stück. Der Überhitzer der Bauart Schmidt wurde durch einen der Bauart Tschusow ersetzt, dadurch vergrößerte sich die Überhitzerfläche von 51,5 m² auf 72,6 m², während sich die Verdampfungsfläche von 207,2 m² auf 199 m² verringerte. Dies brachte eine Erhöhung der Leistung mit sich. Die Achse des Kessels wurde von 2900 mm auf 3200 mm über Schienenoberkante angehoben, der Kesseldruck stieg von 12 bar auf 13 bar. Das Fahrgestell wurde auf die Verwendung von Breitspurrädern umprojektiert. Die Räder waren durchwegs als Speichenräder ausgebildet.

## Betrieb

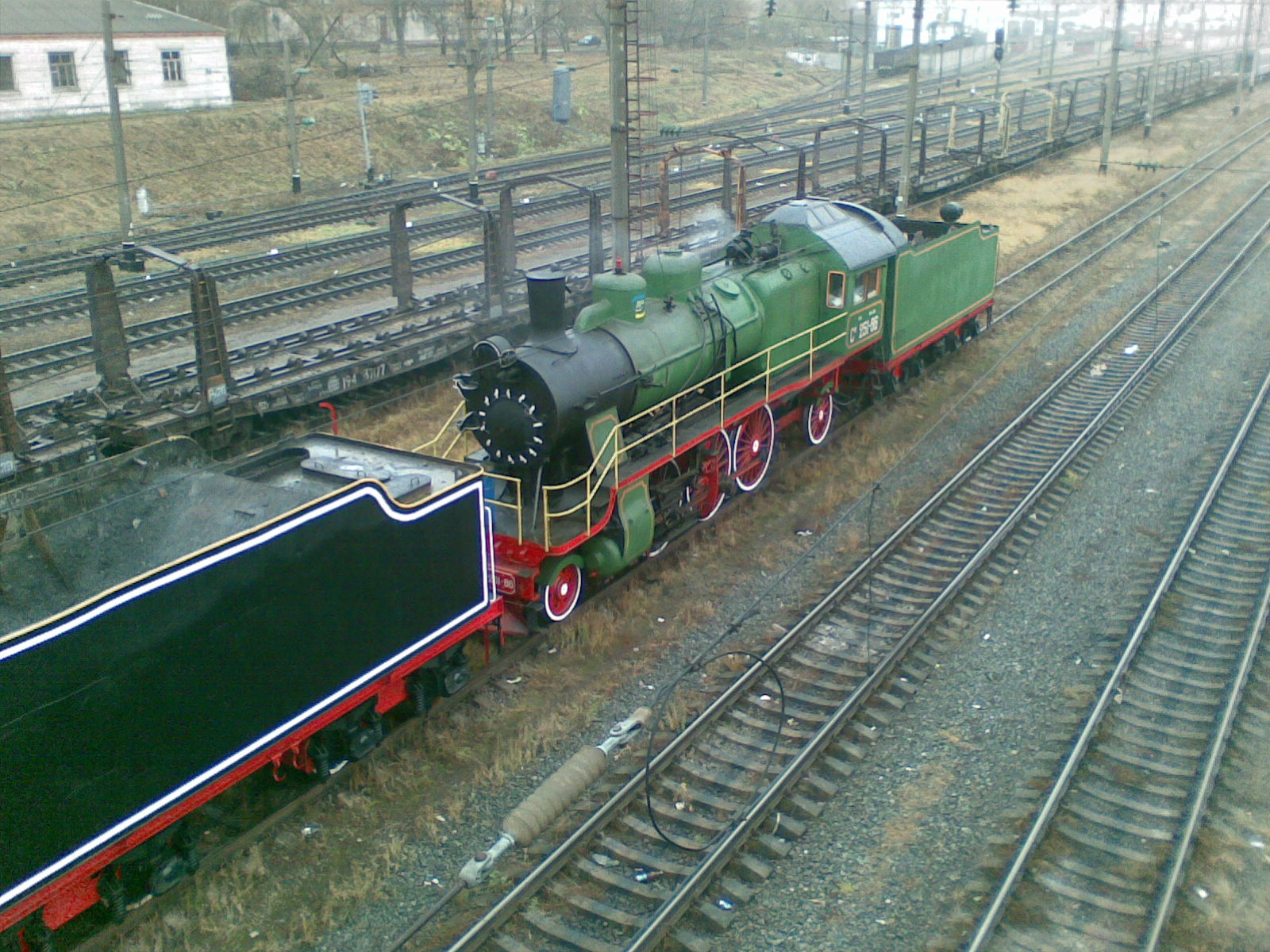
Lokomotive С^{у} 251-86

Obwohl die Lokomotiven von ihrem Vorbild her als Kurierzuglokomotiven dienten, waren sie universell einsetzbar. Sie konnte im leichten Schnellzugdienst mit höheren Geschwindigkeiten ebenso fahren, wie im schweren Personenzugdienst mit geringeren Geschwindigkeiten. Ihr größter Vorteil war ihre niedrige Achslast, die sie auf Strecken mit leichtem Oberbau einsatzfähig machte. Sie fuhren vielfach in den Dienstplänen der Reihen M und ИС mit und führten Zwischendienste mit geringeren Lasten durch.
Zur Zeit des größten Lokmangels zwischen 1947 und 1951 wurden nochmals 411 Stück nachgebaut. Etwas unklar ist ihre Bezeichnung; außer der Baureihenbezeichnung Су erscheint eine dreistelle Ordnungsnummer und danach mit Bindestrich noch eine zweistellige.
Die Ausmusterungen erfolgten erst in den 1960er Jahren nach dem Einsatz von Diesel- und Elektrolokomotiven.
Viele Lokomotiven sind erhalten geblieben, wie etwa die Су 251-86, die als fahrfähiges Exemplar in der Ukraine beheimatet ist. Außer dieser Maschine sind noch drei weitere Lokomotiven als fahrfähige Maschinen erhalten, in Museen ebenfalls vier, und als Denkmale sind 14 Fahrzeuge landesweit ausgestellt.

## Erhaltene Dampfloks

### Betriebsfähig

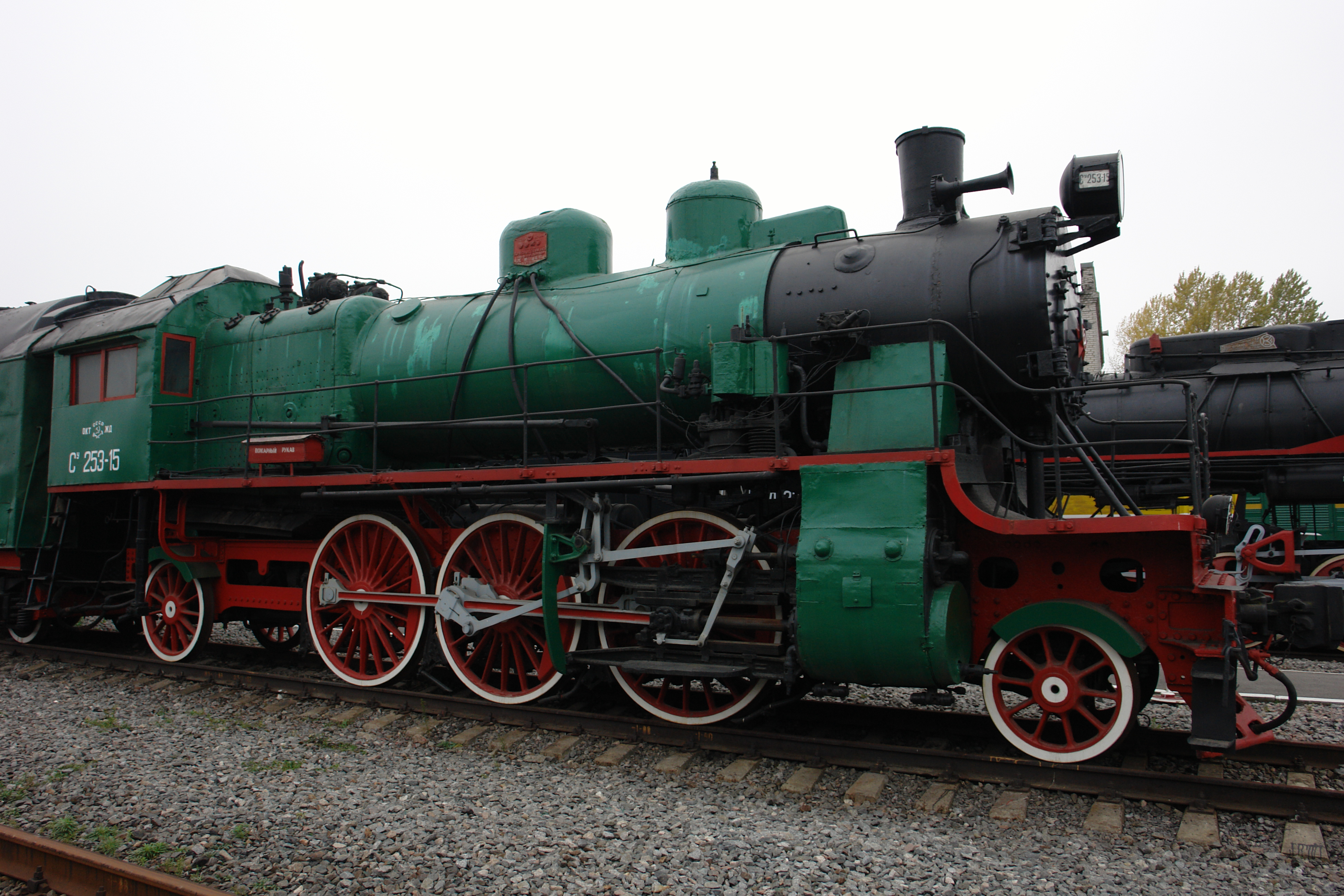
С^{у} 253-15.

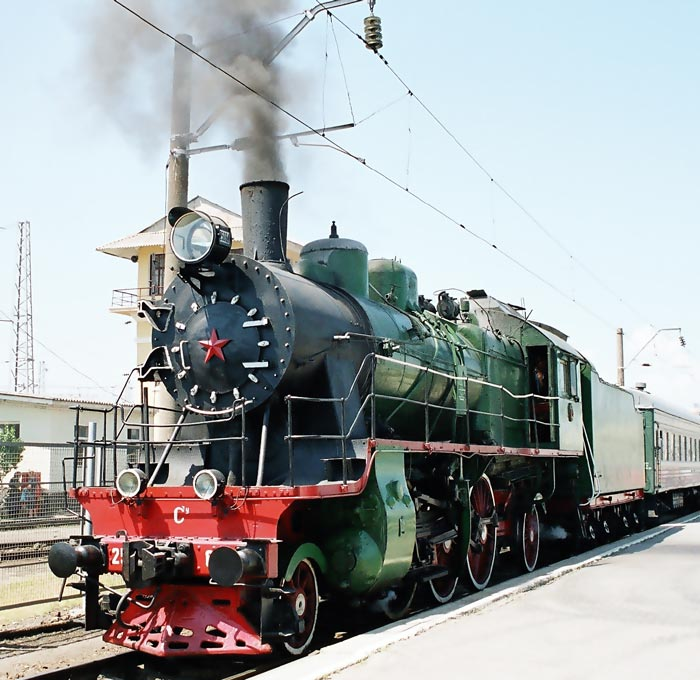
С^{у} 250-64.

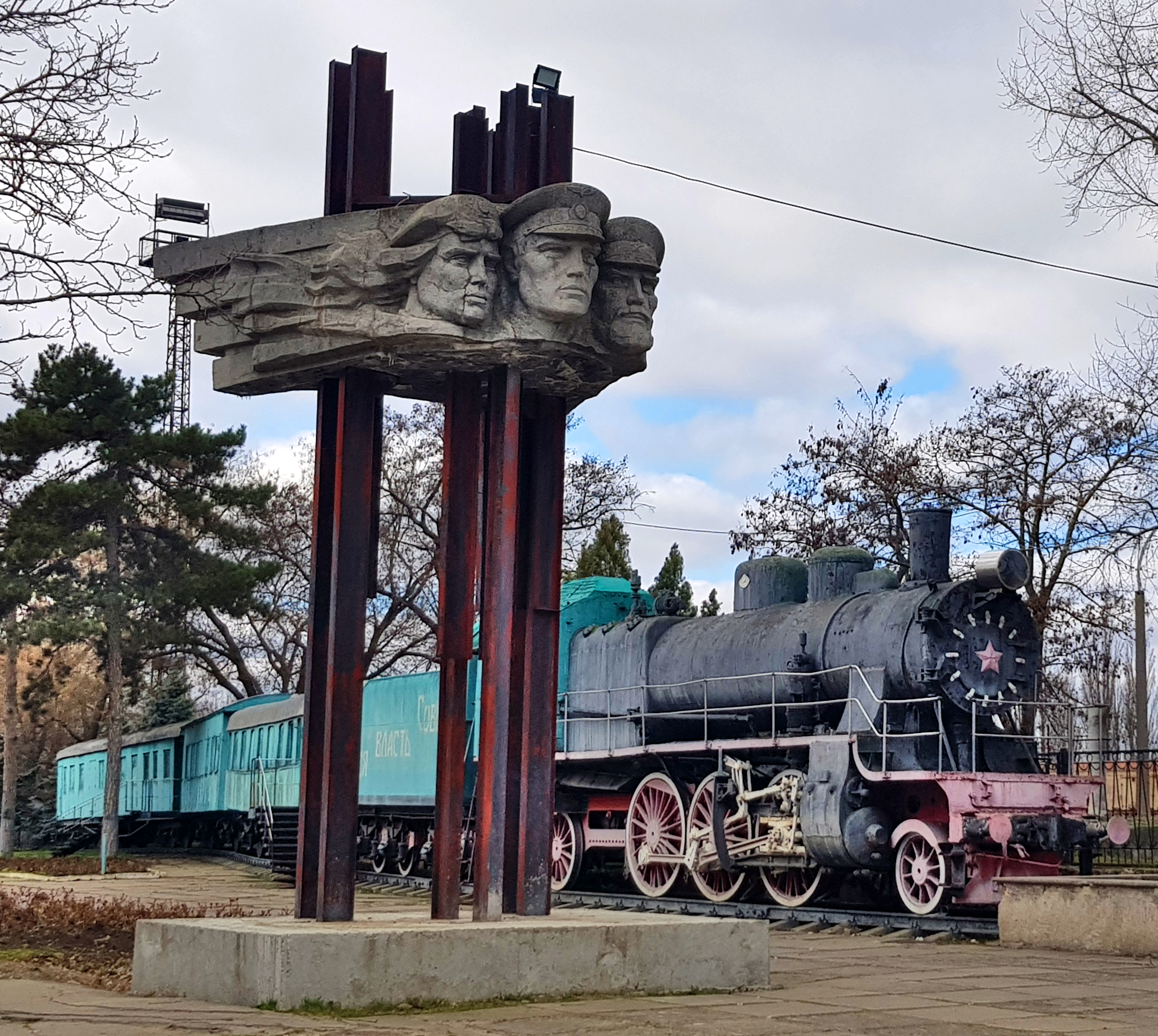
С^{у} 206-77 am Bahnhof von Bender.

Da die Lokomotiven sehr zahlreich gebaut wurden und relativ neu sind, sind einige in betriebsfähigem Zustand erhalten:
- Су 206-56 in St. Petersburg,
- Су 250-64 in Rostow am Don,
- Су 250-74 in St. Petersburg,
- Су 251-58 in St. Petersburg,
- Су 251-86 bei der Station Zwitkowe der Odeska Salisnyzja.
- Су 252-20 in Rostow am Don.

### In Museen
- Су 250-94 im Eisenbahnmuseum Taschkent,
- Су 250-30 im Eisenbahnmuseum Brest,
- Су 214-10 im Eisenbahnmuseum in Moskau,
- Су 252-94 im Eisenbahnmuseum Haapsalu (Estland).
- Су 253-15 im Russischen Eisenbahnmuseum in St. Petersburg.

### Als Denkmäler
- Су 205-91 bei der Station Ulan-Ude der Ostsibirischen Eisenbahn,
- Су 206-77 am Bahnhof von Bender,
- Су 211-85 im Lokomotivdepot von Samara,
- Су 212-30 (der vordere Teil) im Lokomotivdepot von Chabarowsk,
- Су 213-89 in Pensa unweit des Bahnhofes,
- Су 214-33 in Kaluga,
- Су 215-68 in Chilok,
- Су 216-32 in Smila,
- Су 251-27 in Schmerynka,
- Су 251-32 in Nischni Nowgorod,
- Су 251-98 in Valga,
- Су 252-20 in Bataisk, unweit des Bahnhofes,
- Су 252-17 in Homel (Lokomotivdepot),
- Су 253-25 in Kowel unweit des Bahnhofes und
- Су 253-33 in Nischni Nowgorod.